# HATU
HATU [O-(7-Azabenzotriazol-1-yl)-N,N,N′,N′-tetramethyluronium-hexafluorphosphat] ist ein Kupplungsreagenz, das in der organischen Chemie und Biochemie zur Peptidsynthese und allgemein zur Kupplung von Aminosäuren verwendet wird. Die Verbindung ist nach dem SprengG als explosionsgefährlich eingestuft und wurde der Stoffgruppe C zugeordnet.

## Eigenschaften

### Struktur

Guanidinium-Salz (N-Form von HATU)

HATU kann in zwei Formen vorliegen, als Uroniumsalz (O-Form) oder als das bevorzugte, aber weniger reaktive Iminiumsalz (N-Form). Bei der Synthese aus 1-Hydroxy-7-azabenzotriazol (HOAt) muss die Anwesenheit von tertiären Aminen ausgeschlossen werden, da diese die Umwandlung der Uroniumform in die N-Form katalysieren. Die O-Form kann bei der Synthese durch Verwendung von 1-Kaliumoxy-7-azabenzotriazol anstelle von 1-Hydroxy-7-azabenzotriazol erzeugt werden und wird zur Vermeidung einer Isomerisierung zügig verwendet. Die vergleichsweise hohe Reaktionsrate liegt vermutlich an einem Nachbargruppeneffekt durch das Stickstoffatom des Pyridinrings, der das angreifende Amin durch einen siebenatomigen, über eine Wasserstoffbrückenbindung geschlossenen Ring stabilisiert. Durch Einwirkung von Triethylamin kann die O-Form in die N-Form umgelagert werden.

### Reaktionen
Durch Reaktion von HATU mit Aminosäuren werden in einem ersten Schritt unter Freisetzung von Tetramethylharnstoff aktivierte Aminosäuren erzeugt (Übergangszustand O-Acyl(tetramethyl)isouroniumsalz), die im zweiten Schritt bereitwillig mit anderen Aminosäuren reagieren.

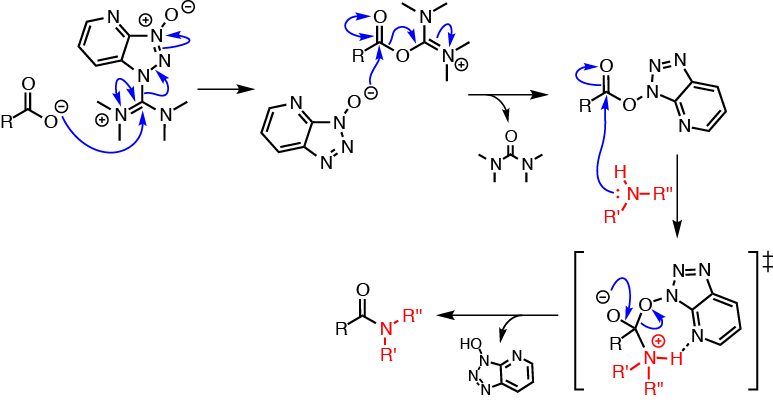
Mechanismus der N-Acylierung mit HATU

HATU kann im Allgemeinen für Acylierungsreaktionen von Alkoholen oder Aminen verwendet werden, die Reaktionsprodukte sind Ester bzw. Amide. Mit HATU können Amin-modifizierte Nukleinsäuren an Proteine oder Peptide gekuppelt werden. HATU wird meist in Anwesenheit der Hünig-Base (N,N-Diisopropylethylamin, DIPEA) und dem Lösungsmittel Dimethylformamid verwendet. Zur Vermeidung einer Racemisierung wird oftmals alternativ HBTU, HCTU, TBTU, COMU, TOMBU oder COMBU verwendet.
Die Verbindung ist thermisch instabil und kann sich stark exotherm zersetzen. Eine DSC-Messung zeigt ab 161 °C eine Zersetzungsreaktion mit einer spezifischen Reaktionsenthalpie von −1131 J·g−1 bzw. −430 kJ·mol−1.

## Geschichte
HATU wurde erstmals 1993 durch Louis A. Carpino beschrieben.